# デンジャラスリィ・イン・ラヴ
『デンジャラスリィ・イン・ラヴ』（Dangerously in Love）は、アメリカ合衆国のR&B歌手、ビヨンセのソロ・デビュー・アルバム。デスティニーズ・チャイルドの活動休止中に製作されたこのアルバムは、ビヨンセのソロ歌手としての才能を開花させ、世界中で爆発的にヒットした。

## 解説
- R&Bやポップスだけでなく、プロデューサーや共演者の影響から、ヒップホップやアラブ音楽の要素も含まれている。
- アップテンポの曲とバラードを合わせた収録曲に、当時は賛否両論だった。
- ラブ・ソングが多いが、 ビヨンセはジェイ・Zとの交際を歌の解釈に使うのには慎重だった。

## 記録
- 先述通り、世界中で爆発的なヒットを飛ばし、オーストラリアとイギリス、アメリカの3か国でプラチナディスクを獲得。翌年にはグラミー賞のうち5部門を受賞した。
- 先行シングル「クレイジー・イン・ラブ」や、リカット・シングル「ベイビー・ボーイ」「ノーティ・ガール」もヒットした。

## 収録曲
1. クレイジー・イン・ラブ "Crazy in Love" feat. Jay-Z (ビヨンセ・ノウルズ、リッチ・ハリソン、ショーン・カーター、ユージン・レコード) – 3:56
  - ザ・シャイ・ライツの"Are You My Woman (Tell Me So)" (ユージン・レコード)がサンプリングされている。
2. "Naughty Girl" (ノウルズ、スコット・ストーチ、Robert Waller、en:Angela Beyincé、ピート・ベロッティ、ジョルジオ・モロダー、ドナ・サマー) – 3:29
  - ドナ・サマーの "Love to Love You Baby" (ピート・ベロッティ、ジョルジオ・モロダー、ドナ・サマー)が挿入されている。
3. ベイビー・ボーイ "Baby Boy" feat. ショーン・ポール (ビヨンセ・ノウルズ、Storch、ショーン・ポール、Waller, Carter) – 4:04
4. "Hip Hop Star" (feat. ビッグ・ボーイ&スリーピー・ブラウン) (ノウルズ、Bryce Wilson、Makeda Davis、Antwan Patton、Carter) – 3:43
5. "Be with You" (ノウルズ、ハリソン、Beyincé、シャギー・オーティス、ジョージ・クリントン、ウィリアム コリンズ、ゲイリー・クーパー) – 4:20
  - ブーツィーズ・ラバーバンド の"I'd Rather Be with You" (George Clinton Jr.、William Collins、ゲイリー・クーパー) が挿入され、ザ・ブラザーズ・ジョンソンの "en:Strawberry Letter 23" (シャギー・オーティス)がサンプリングされている。
6. "Me, Myself and I" (ノウルズ、ストーチ、Waller) – 5:01
7. "Yes" (ノウルズ、Bernard Edwards Jr.、カーター) – 4:19
8. "Signs" (feat. ミッシー・エリオット) (ミッシー・エリオット、Nisan Stewart、クレイグ・ブロックマン) – 4:59
9. "Speechless" (ノウルズ、Andreao Heard、Sherrod Barnes、ビヨンセ) – 6:00
10. "That's How You Like It" (featuring Jay-Z) (Delroy Andrews、Brian Bridgeman、Carter、ランディ・デバージ、エル・デバージ、Etterlene Jordan) – 3:40
  - デバージの"アイ・ライク・イット" (ランディ・デバージ、エル・デバージ、Etterlene Jordan)が挿入されている。
11. "The Closer I Get to You" (ルーサー・ヴァンドロスとの共演) (ジェイムズ・エムトゥーメイ、レジー・ルーカス) – 4:57
12. "Dangerously in Love 2" (ノウルズ、Errol McCalla Jr.) – 4:54
13. "Beyoncé Interlude" (ノウルズ) – 0:16
14. "Gift from Virgo" (ノウルズ、Otis) – 2:46
  - Inspired by Shuggie Otis' "Rainy Day" (Shuggie Otis)
15. "Daddy" (シークレットトラック) (ノウルズ、Mark Batson) – 4:57
  - ホイットニー・ヒューストンの"So Emotional" (Billy Steinberg、Tom Kelly)が挿入されているが、クレジットされていない。

ヨーロッパ/ラテンアメリカ版
1. "Work It Out" (ノウルズ、ファレル・ウィリアムス、チャド・ヒューゴー) – 4:06
2. "'03 Bonnie & Clyde" (Jay-Z featuring Beyoncé) (カーター、カニエ・ウェスト、プリンス、Darryl Harper、Rick Rouse、2パック、Tyrone Wrice) – 3:26
  - プリンスの "If I Was Your Girlfriend" (プリンス)が挿入されており、2Pacの"Me and My Girlfriend" (Darryl Harper、Rick Rouse、Tupac Shakur、Tyrone Wrice)がサンプリングされている。
3. "Daddy" (シークレットトラック) – 4:57

フランス/ベルギー版
1. "Bienvenue" (IAM feat.Beyoncé) (Akhenaton、Shurik'n、Deni Hines) – 4:05
2. "Beyoncé Interlude" – 0:17
3. "Work It Out" – 4:06
4. "'03 Bonnie & Clyde" (Jay-Z featuring Beyoncé) – 3:27
5. "Daddy" (隠しトラック) – 4:57

オーストラリア版
1. "Work It Out" – 4:06
2. "'03 Bonnie & Clyde (Jay-Z featuring Beyoncé) – 3:26
3. "Crazy in Love" (featuring ヴァネス・ウー リミックス) – 3:57
4. "Daddy" (隠しトラック) – 4:57

日本版
1. "What's It Gonna Be" (ノウルズ、LaShaun Owens、Karrim Mack、Corte Ellis、ラリー・トラウトマン、ロジャー・トラウトマン、Kandice Love) – 3:37
  - ザップの "Do It Roger" (ラリー・トラウトマン、ロジャー・トラウトマン)がサンプリングされている
2. "'03 Bonnie & Clyde" – 3:26
3. "Work It Out" – 4:06
4. "Daddy" (隠しトラック) – 4:57

## 参加者・制作者

### 歌手・演奏家
| - ビヨンセ– リード・ボーカル - リッチ・ハリソン – マルチプレイヤー - Bernard "Focus..." Edwards, Jr. – マルチプレイヤー - Ivan Hampden – ドラム - Byron Miller – ベースギター - Phil Hamilton – ギター - Bashiri Johnson – パーカッション - Nat Adderley Jr. – 電子ピアノ - Skip Anderson – キーボード | - Sanford Allen – コンサートマスター - Cissy Houston –コーラス - Tawatha Agee –コーラス - Brenda White-King – コーラス - Candace Thomas –コーラス - Dan Workman – ギター - John "Jab" Broussard – ギター - Mark Batson –マルチプレイヤー,指揮 |

## 評価
ロックの殿堂による、ロックンロールを形づけたアルバムトップ200の内に入った。また、エンターテインメント・ウィークリー誌も、このアルバムを過去25年間の中でもっとも良いアルバムの一つに数えた。

### プロデュース
| - ビヨンセ– プロデューサー、エグゼクティブ・プロデューサー、vocal producer - マシュー・ノウルズ – エグゼクティブ・プロデューサー - リッチ・ハリソン –プロデューサー - Scott Storch –プロデューサー - ミッシー・エリオット –プロデューサー - Craig Brockman –プロデューサー - Nisan Stewart –プロデューサー - Bryce Wilson –プロデューサー - Bernard "Focus..." Edwards, Jr. –プロデューサー - Andreao "Fanatic" Heard –プロデューサー - Sherrod Barnes –プロデューサー - D-Roy –プロデューサー - Mr. B –プロデューサー - Nat Adderley, Jr. – プロデューサー、編曲、弦楽器編曲 - Ray Bardani – ストリング・エンジニア - Skip Anderson – 編曲 - Al Brown – ストリング指揮 - Errol "Poppi" McCalla, Jr. – プロデューサー - Mark Batson – プロデューサー/編曲 - Jim Caruana – レコーディング・エンジニア - Carlos Bedoya – レコーディング/ヴォーカルエンジニア - Pat Thrall – レコーディングエンジニア - Chris Carmouche – レコーディングエンジニア - Vincent Alexander –レコーディングエンジニア | - Young Guru – レコーディングエンジニア - Stan Wallace – レコーディングエンジニア - Dan Workman –レコーディングエンジニア - Brian Springer – レコーディングエンジニア - Pat Woodward – アシスタント・エンジニア - Luz Vasquez – アシスタント・エンジニア - Greg Price – アシスタント・エンジニア - Jason Dale – アシスタント・エンジニア - Dan Bucchi – アシスタント・エンジニア - Matt Snedecor – アシスタント・エンジニア - Tony Maserati – ミキサー - Scott Kieklak – ミキサー - Ray Bardani – ミキサー - Dexter Simmons –ミキサー - Tom Coyne – マスタリング - Theresa LaBarbera Whites – A&R - Ian Cuttler – 美術監督 - Markus Klinko – 撮影 - Indrani – 撮影 - ティナ・ノウルズ –スタイリスト - Mally Roncal – メーキャップ - Chuckie Amos – ヘアドレッサー - Kevin Bird – prop stylist - James Hunter – グラフィック・アーティスト |